# Víctor Rosales, Veracruz
Víctor Rosales är en ort i Mexiko.   Den ligger i kommunen Tlachichilco och delstaten Veracruz, i den sydöstra delen av landet, 160 km nordost om huvudstaden Mexico City. Víctor Rosales ligger 781 meter över havet och antalet invånare är 181.
Terrängen runt Víctor Rosales är kuperad åt nordost, men åt sydväst är den bergig. Runt Víctor Rosales är det ganska glesbefolkat, med 38 invånare per kvadratkilometer. Närmaste större samhälle är Tlachichilco, 3,2 km nordost om Víctor Rosales. Omgivningarna runt Víctor Rosales är en mosaik av jordbruksmark och naturlig växtlighet.